# Malephora engleriana
Malephora engleriana är en isörtsväxtart som först beskrevs av Moritz Kurt Dinter och Berger, och fick sitt nu gällande namn av Moritz Kurt Dinter och Schwant. Malephora engleriana ingår i släktet Malephora och familjen isörtsväxter. Inga underarter finns listade i Catalogue of Life.